# 튀르키예 문학
튀르키예 문학은 튀르키예의 문학을 말한다. 여기서 터키 문학의 정의를 논하는 것이 문제인데, 터키어라든지 터키족이라 말하는 경우 일반적으로 생각하고 있는 이상의 넓은 의미로 사용하고 있기 때문이다.
역사적으로나 지리적으로도 그 문학의 주체가 되는 터키의 여러 언어들을 사용하는 터키족은 변동을 되풀이해 왔다. 현황을 살펴보아도 터키 여러 족은 서아시아의 터키공화국에서 중앙아시아를 거쳐 시베리아에 이르는 광대한 지역에 분포하여 5천만 이상이 생활하고 문화를 창조하고 있다. 그들의 문학은 러시아 문학이나 중국 문학의 일부를 점유하는가 하면 또 터키족의 문학임에는 변함이 없다.
러시아에 있는 2천만명 이상의 터키 제족(諸族)은 1917년 사회주의 혁명 이래 새로운 민족 문화를 발전시켜 각각 터키어의 하나인 우즈베크어와 타타르어 및 아제르바이잔어로 창작하고 있다.
카자흐의 시인 아바이(1845-1904)는 현대 카자흐 문학의 조로서 유명하며, 타타르족에는 민족시인 투가이(1886-1913)가 있으며 그들의 작품은 터키족의 문화 유산으로서 이어지고 있다. 또 터키 제족(諸族)이 전승(傳承)하여 온 민족 문학, 가명 아이누의 <유가라> 정도는 아니라 할지라도 시베리아의 야쿠트족의 영웅서사시 <오론호> 등도 있다.
역사적으로 보면 터키족이 서아시아의 일각에 모습을 드러내기 시작한 것은 11세기의 일이기 때문에 터키족의 문학이라 할 때에 그들이 몽고 고원(高原)에 있던 시대를 제외할 수는 없는 것이다.
6세기 중엽에 터키의 한 부족인 돌궐(突厥)이 몽고 고원과 중앙아시아 일대를 지배하였다. 당(唐)의 개원(開元) 20년(732)의 일부(日附)가 있는 돌궐 비문(突厥碑文)(오르콘비문이라고도 한다)이 몽고에서 발견되었다. 그것은 현존하고 있는 터키족 최고의 문자에 의한 기록이었다. "천(天)에 푸른 하늘, 땅(地)에 검은 흙일 때에 사람의 아들이 태어났노라"란 뜻의 사실(史實)을 포함한 영웅시다.
그 후 서(西)와 서남으로 이동을 계속한 터키 제족 가운데 이슬람교와 더불어 아라비아와 페르시아의 문화가 도도히 흘러들어와 터키어와 터키 문화에 지대한 영향을 주었다. 당시의 문학은 궁정문학이며, 페르시아 시문학의 아류(亞流)라 하여도 좋을 것이다.
13세기 말 소아시아에 오스만 왕조가 성립되어 그의 최성기인 쉴레이만 1세(1520-1566)의 시대는 오스만·터키 문화사에 있어서 가장 화려한 시대였다. 시문학의 분야인 프즈리(1494?-1556/62)는 정열적으로 시를 읊었고 바키(1562-1600)는 슬프게 노래하였다. 18세기 초의 문화기(튤립 시대)에는 새로운 지성이 싹트기 시작하여 저명한 시인 네딤(1687-1730)의 활약을 볼 수 있다.
19세기에 들어서면 이슬람 세계의 근대화 운동과 함께 민족주의적 경향이 성행하였다. 그것은 먼저 터키에 있었던 언문일치(言文一致)로 민족 언어의 회복, 즉 종래 아라비아어나 페르시아어의 압력하에 있던 오스만·터키어를 터키인의 것으로 하려는 움직임이 나타났다. 이브라힘 시나시(1826-1871)는 이 운동의 선두에 섰으며 근대 터키 문학의 시조라 불린다. 그는 1857년 프랑스 시를 터키어로 번역함으로써 터키어의 독립을 주장하려 하였다. 나미크 케말(1840-1888)은 시나시의 뒤를 이어 터키 연극을 위해 새로운 길을 열었다.
메흐메트 에민(1869-1944)는 1857년 그리스 전쟁을 당하여 유명한 애국시를 발표, 농민과 노동자의 생활을 평이한 터키어로 읊음으로써 터키 민중에게 용기를 주었다. 그 외 지야 괴크알프(1876-1924)와 할리디 에디프 여사(1884-1964) 등을 터키 근대화 운동에서의 민족시인으로 들 수 있다.
1923년 터키 공화국이 탄생하면서 유럽의 근대시가 계속해서 터키 민족시의 흐름 속으로 들어왔다. 이 새로운 흐름의 기수(旗手)로서 등장한 사람이 나짐 히크메트 란(Nazim Hikmet Ran, 1902-1963)이었다.

## 같이 보기
- 차가타이어
- 쿠만의 서
- 오스만 제국의 시인 목록